# Nephoneura clavata
Nephoneura clavata är en insektsart som beskrevs av Navás 1912. Nephoneura clavata ingår i släktet Nephoneura och familjen fjärilsländor. Inga underarter finns listade i Catalogue of Life.